# Pochazoides monticola
Pochazoides monticola är en insektsart som beskrevs av Victor Lallemand 1950. Pochazoides monticola ingår i släktet Pochazoides och familjen Ricaniidae. Inga underarter finns listade i Catalogue of Life.